# Poolsbrook
Poolsbrook – wieś w Anglii, w hrabstwie Derbyshire, w dystrykcie Chesterfield. Leży 37 km na północ od miasta Derby i 210 km na północny zachód od Londynu. Miejscowość liczy 7500 mieszkańców.